# Topołowec (gmina Kuła)
Topołowec (bułg. Тополовец) – wieś w Bułgarii, w obwodzie Widyń, w gminie Kuła. Według danych szacunkowych Ujednoliconego Systemu Ewidencji Ludności oraz Usług Administracyjnych dla Ludności, 15 grudnia 2018 roku miejscowość liczyła 284 mieszkańców.